# 纳迪娜·里森
纳迪娜·安德里娜·里森（德語：Nadine Andrina Riesen；2000年4月11日—），瑞士女子足球运动员，司职后卫，目前效力于法兰克福足球俱乐部和瑞士国家女子足球队。她曾代表瑞士参加2023年国际足联女子世界杯。